# ルーカス・ラファエウ・アラウージョ・リマ
ルーカス・リマ（Lucas Lima）こと、ルーカス・ラファエウ・アラウージョ・リマ（Lucas Rafael Araújo Lima、1990年7月9日 - ）は、ブラジル・サンパウロ州出身のサッカー選手。サントスFC所属。ポジションはミッドフィールダー、フォワード。
ラファエウのところは「ハファエウ」「ラファエル」、リマのところは「リーマ」と表記されることもある。

## 経歴

### クラブ
インテル・デ・リメイラの下部組織出身である。2012年にSCインテルナシオナルへと移籍するがブレイクできなかった。その後スポルチ・レシフェへのレンタルで才能を開花させ、2014年から名門サントスFCへ移籍した。サントスとの契約は2017年12月31日までである。2017年11月30日、SEパルメイラスに移籍することが発表された。
2021年8月25日、年内までフォルタレーザECにレンタル移籍をすることが発表された。半年間にリーグ戦17試合に出場して1得点を挙げると、翌年の1月12日には1年間のレンタル延長をすることが発表された。この延長により、パルメイラスとの契約は2023年までであったため、事実上パルメイラスに復帰することはなくなった。
2023年2月7日、2023年シーズン終了後までサントスFCに復帰することが発表された。

### 代表
2015年9月5日のコスタリカ戦、及び同月8日のアメリカ合衆国戦に向けたブラジル代表のメンバーに初招集されて、コスタリカ代表戦で代表デビューを果たした。また2015年11月13日に行われた2018 FIFAワールドカップ・南米予選のアルゼンチン戦で代表初ゴールを飾った。コパ・アメリカ・センテナリオではリオ五輪への出場を優先し、欠場するFWネイマールの代わりに背番号10番を付けることになった。

## 人物・エピソード
- 2015年6月13日に『Uol』や『Calcionews24』が「セリエAのACミランが獲得に向かっている」と報じていた[6]。同年9月13日には『UOL Esporte』や『Globoesporte』など各メディアが「リーガ・エスパニョーラのFCバルセロナとレアル・マドリードの両クラブが獲得に興味を示している」と報じていた[7]。

## 代表歴

### 出場大会
- ブラジル代表
  - 2016年 - コパ・アメリカ・センテナリオ (グループリーグ敗退)

### 試合数
国際Aマッチ 11試合 2得点 (2015年-2017年)
| ブラジル代表 | 国際Aマッチ | 国際Aマッチ |
| 年           | 出場        | 得点        |
| ------------ | ----------- | ----------- |
| 2015         | 6           | 1           |
| 2016         | 7           | 1           |
| 2017         | 1           | 0           |
| 通算         | 14          | 2           |

### ゴール
| #  | 開催年月日     | 開催地                                         | 対戦国       | スコア | 結果 | 試合概要                          |
| -- | -------------- | ---------------------------------------------- | ------------ | ------ | ---- | --------------------------------- |
| 1. | 2015年11月13日 | ブエノスアイレス、エスタディオ・モヌメンタル   | アルゼンチン | 1-1    | 1-1  | 2018 FIFAワールドカップ・南米予選 |
| 2. | 2016年6月8日   | オーランド、キャンピング・ワールド・スタジアム | ハイチ       | 5-0    | 7-1  | コパ・アメリカ・センテナリオ      |